# 人間喜劇 (電影)
《人間喜劇》是一部於香港製作的電影。

## 故事大綱
外來殺手司徒春運於機緣巧合中遇上失意編劇諸葛頭揪，兩個人性格不同，春運對頭揪感到麻煩，動了殺機，但最後也力不從心。另外，諸葛頭揪有一個精神分裂的女朋友徐天愛，當兩人情到濃時卻發現天愛有暴力傾向。

## 演員
- 杜汶澤 飾 司徒春運
- 王祖藍 飾 諸葛頭揪
- 薛凱琪 飾  徐天愛
- 許紹雄 飾   夕陽/軍官
- 羅凱珊 飾  陳美珍（大肚少女）
- C君 飾  超人
- 徐天佑 飾  警察/軍人/死屍
- 吳嘉龍 飾 警察
- 李曼筠 飾  靈犀姐
- 吳麗珠 飾  天愛媽媽
- 李力持 飾  峯導(暗指杜琪峰)
- 陳詠燊 飾  編劇
- 羅永昌 飾  阿溫（低級殺手）
- 鄭保瑞 飾  阿韜（低級殺手）
- 郭子健 飾  電臺氣象員
- 馮志強 飾  小強
- 潘恆生 飾  醫生
- 鄧智堅 飾  劉日東
- 陳靜 飾  小明星
- 沈震軒 飾  沙灘男1
- James Gock 飾  沙灘男2
- 黃又南 飾  陳美珍男友

## 外部連結
- 香港影庫上《人間喜劇》的資料（繁體中文）
- 開眼電影網上《人間喜劇》的資料（繁體中文）
- 时光网上《人間喜劇》的資料（简体中文）
- 豆瓣电影上《人間喜劇》的資料 （简体中文）
- 爛番茄上《人間喜劇》的資料（英文）
- 互联网电影数据库（IMDb）上《人間喜劇》的资料（英文）